# Voices from Belarus
«Voices From Belarus» — организация, созданная в июле 2020 года инициативной группой волонтёров под руководством Александры Зверевой для распространения за границей актуальных новостей и информации о социальной и политической ситуации в Республике Беларусь.

## Описание
Изначально проект был создан, чтобы показать преследование политических оппонентов и них последователей в предвыборный период. Со временем проект больше сфокусировался на новостях, а также историях людей, на жизнь которых повлияли событии после президентских выборов 9 августа 2020 года.
3 декабря 2021 года МВД Республики Беларусь признало организацию Voices from Belarus экстремистским формированием. В решение о признании экстремистским формированием также входили такие организации как Фонд Солидарности BYSOL и Digital Solidarity.

## Цель
Сейчас главная цель проекта — информирование мирового сообществе о нарушении прав человека, насилие и других преступлениях против гражданского населения, которые происходят в Беларуси. Для этого команда собирает и переводит статьи в прессе, посты в социальных сетях и видео, которые содержат правдивые истории жертв и факты преступлений. Созданный контент распространяется через каналы проекта в социальных сетях.